# 復康專科及資源中心

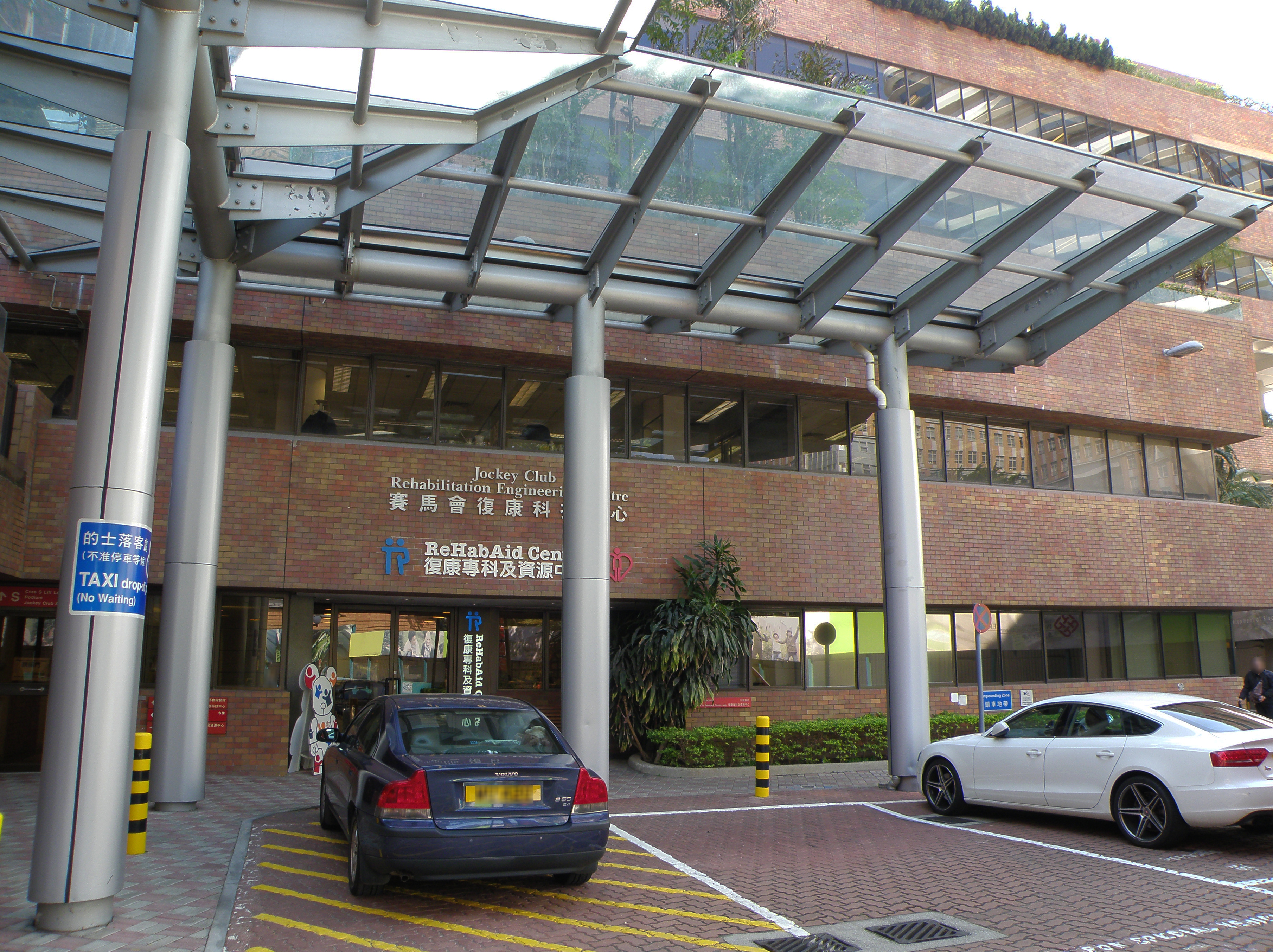
復康專科及資源中心

復康專科及資源中心（英語：Rehabaid Centre）（前稱「復康用具資源中心」），是位於香港的公立醫療機構，座落香港九龍紅磡香港理工大學S座地下。中心於1979年創辦，目的旨在改善有特殊需要人士的生活，以及在社區推廣健康生活，服務對象以成年及老年傷殘人士和醫療專業人員為主。中心提供的服務包括專科復康、社區復康和教育服務，亦設立了一個一站式復康用具資源中心，向使用者提供最新的復康用具資料、樣本和專業評估。中心在1991年起由醫院管理局管理，原本隸屬九龍中聯網。然而鑑於復康專科及資源中心以社區復康為主的服務重心，與醫院管理局以醫院為主導的方針存在分歧，於2016年4月8日起，中心由復康資源協會重新接管營運，繼續提供全面的復康治療及顧問服務。而醫管局的相關服務則於2016年3月23日起連同扶輪兒童復康專科及資源中心一同遷至九龍醫院H座，並改名為「醫院管理局社區復康中心」。

## 歷史沿革
中心於1979年成立，成立初期名為「復康用具資源中心」，為一社區資源中心，經過不斷的變革和轉型，逐漸成為一所復康專科中心，至1997年正式更名為「復康專科及資源中心」。
1984年，以兒童為對象的扶輪兒童復康專科及資源中心揭幕，為有需要的小孩，提供永久場地作復康用具展覽，並設有職業治療師提供各項服務。此外，中心特設玩具圖書館，讓殘疾兒童及公眾人士使用。
中心轄下的流動扶輪兒童復康專科及資源中心和流動復康專科及資源中心相繼在1989年和1991年投入服務，巡迴各區向社區宣傳復康資訊，教育公眾更認識殘疾人士。